# Нільс Шмелер
Нільс Шмеллер (нім. Nils Schmäler, нар. 10 листопада 1969, Люнебург) — німецький футболіст, що грав на позиції правого захисника.
Виступав, зокрема, за «Штутгарт», у складі якого ставав чемпіоном Німеччини. 
Більшість ігрової кар'єри грав пліч-о-пліч зі своїм братом-близнюком Олафом.

## Ігрова кар'єра
У дорослому футболі дебютував 1987 року виступами за команду клубу «Айнтрахт» (Брауншвейг), в якій провів один сезон, взявши участь у 27 матчах чемпіонату. 
Своєю грою за цю команду привернув увагу представників тренерського штабу клубу «Штутгарт», до складу якого приєднався 1988 року. Відіграв за штутгартський клуб наступні чотири сезони своєї ігрової кар'єри. 1989 року був частиною команди, що дійшла до тогорічного фіналу Кубка УЄФА, в якому у двоматчевому протистоянні поступилася італійському «Наполі». Повністю відіграв в обох фінальних матчах. 1992 року у складі «Штуттгарта» виборов титул чемпіона Німеччини.
Того ж 1992 року перейшов до клубу «Динамо» (Дрезден), за який відіграв 2 сезони. Завершив професійну кар'єру футболіста виступами за цю команду в 1994 році.
Завершивши виступи на футбольному полі, став скаутом, працював в інтересах дрезденського «Динамо», а згодом англійських «Тоттенгем Готспур» і «Манчестер Юнайтед».

## Титули і досягнення
- Чемпіон Німеччини (1):

«Штутгарт»: 1991-1992